# Lethe zeugitana
Lethe zeugitana är en fjärilsart som beskrevs av Hans Fruhstorfer 1911. Lethe zeugitana ingår i släktet Lethe och familjen praktfjärilar. Inga underarter finns listade i Catalogue of Life.